# Honorat Górny

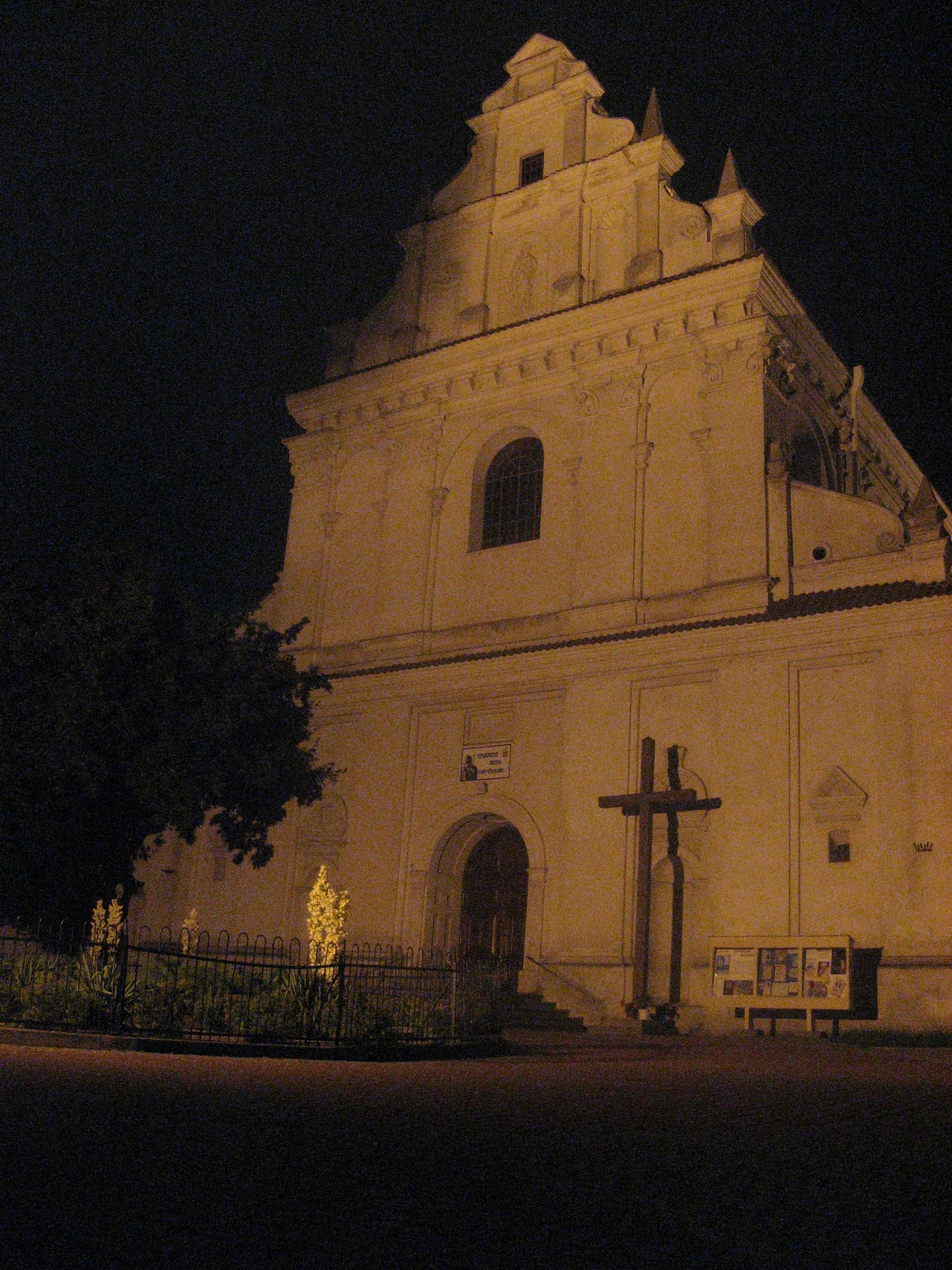
Kościół Augustianów w Lublinie

Honorat Górny – siedemnastowieczny polski zakonnik, prowincjał augustianów.

## Życiorys
Urodzony w I połowie XVII wieku w województwie lubelskim Honorat Górny pochodzący z rodu Górnych herbu Junosza po raz pierwszy zostaje wspomniany w roku 1655. Wrócił wówczas ze studiów w Rzymie i został obrany nowym przeorem zakonu ojców augustianów w Lublinie. Funkcję tę sprawował w latach 1655–1664. Był poetą, doktorem teologii, tłumaczył żywoty świętych m.in. św. Augustyna, św. Moniki, autorem utworów hagiograficznych, sztuk teatralnych. Przykładem jego twórczości jest „Arka Pociechy Albo Godzinki o Pocieszeniu Nayświętszey Panny Maryi. Wszystkim wiernym osobliwie w Bractwie Paska Rzemiennego Zakonu Braci Eremitow Augustyna Swiętego Pocieszenia P. Maryi będącym. Przez W. O. Honorata Gornego, Doktora Pisma S. tegoż Zakonu wydana á teraz świeżo z Summaryuszem odpustow, pomienionemi Bractwu służących przedrukowana w Krakowie 1702 znowu We Lwowie. w Drukarni Brackiey SSS. Troycy, 1745.”

## Potop szwedzki
Okres sprawowanej przez niego funkcji wypada na czas potopu szwedzkiego, który był jedną z największych tragedii w historii Rzeczypospolitej. Mimo iż Lublin był zagrożony atakami zarówno Szwedów, Kozaków, jak i wojsk moskiewskich oraz węgierskich przeor nie uląkł się zbliżającemu niebezpieczeństwu. Gdy wrogie wojska niszczyły kraj w Lublinie dzięki odważnej postawie przeora Górnego, rozwinął się jeden z największy ośrodków augustiańskich w całej Rzeczypospolitej. Wskutek ataków wrogich wojsk i postawy polskich zakonników klasztor wkrótce stał się celem ataków. Wojska szwedzkie, jako iż składały się głównie z wyznawców luteranizmu z wrogim wobec katolicyzmu nastawieniem, przypuścili szturm na klasztor augustiański. W lutym 1656 roku klasztor został spalony i wielu zakonników zostało zamordowanych w trakcie brutalnej napaści. Atak Szwedów nie powstrzymał jednak dalszych działań zakonników dotyczących pełnionej przez nich misji. Z kościoła przyklasztornego skradziono wiele przedmiotów służących do kultu religijnego takich jak szaty, naczynia liturgiczne itp. Następnie zrabowane przez obce wojska przedmioty zostały odkupione przez mieszkańców Lublina. W związku z bohaterską i nieugiętą postawą zakonników pod przewodnictwem przeora Honorata Górnego rada miejska przyznała zakonowi przyległe do gruntu konwentu wzgórze. Król Jan Kazimierz zatwierdził oficjalnie darowiznę rajców miejskich 29 lutego 1658 roku.

## Utworzenie Bractwa Pocieszenia
Założone w 1659 roku przez o. Honorata Górnego bractwo miało między innymi za cel realizację odpustu w drugi dzień Świąt Wielkanocnych „Emaus” oraz w dniu Matki Bożej Pocieszenia, którego protektorem był sędzia Trybunału Koronnego Andrzej Mniszek. Wokół zakonu augustianów koncentrowało się życie nie tylko społeczności jurydyki Słomiany Rynek, ale i mieszkańców Lublina. Szczególnie uroczyście obchodzono nieszpory św. Antoniego, na które przybywali przedstawiciele zakonów lubelskich, duchowieństwo świeckie, mecenasi z palestrą Trybunału Koronnego, szlachta i magnateria, cechy z chorągwiami. Uroczystości trwały trzy dni, a kazania głosili m.in. dominikanie, kaznodzieje trybunalscy, bernardyni, prepozyt kościoła Świętego Ducha. Ceremonię ubarwiała grająca orkiestra, wybuchy rac, sztucznych ogni i strzały na wiwat.

## Rozbudowa klasztoru po wojnie
Następnie kasztelan lubelski Mikołaj Firlej podarował ogród szpitalowi klasztornemu i w 1661 r. tzw. plac „Wilkowski” przy Słomianym Rynku. W 1663 roku konwent otrzymał również od Stefana Piaseczyńskiego dom pod zamkiem lubelskim i w 1664 r. kamienicę przy ul. Rybnej. Augustianie otrzymali także wiele wsparcia od mieszczan lubelskich w postaci pieniędzy oraz nieruchomości. O. Honorat Górny podjął się rozbudowy w 1667 roku jednoskrzydłowego, murowanego klasztoru z jednoprzestrzennym refektarzem o sklepieniu kolebkowym z lunetami, który został ukończony w tymże samym roku i ozdobiony sztukateriami w typie lubelskim. Sztukaterie w refektarzu reprezentują schyłkowy okres sztukaterii, zostały one oderwane od linii przenikania lunet, podobne ozdabiały sklepienie kościoła.

## Ostatnie lata
W 1664 roku za zasługi został mianowany prowincjałem polskim, z kolei funkcję przeora w Lublinie objął po nim o. Mikołaj Czerwiński. Po sześciu latach nieobecności spowodowanej obowiązkami w 1670 roku wrócił do Lublina i ponownie objął funkcję przeora zakonu, kontynuując dalszą rozbudowę klasztoru. W tym czasie podjęto plany budowy nowego kościoła i parterowego zakonnego szpitala założonego na planie trapezu, jednotraktowego, trójdzielnego z sienią na osi. Szpital otrzymał wtedy charakterystyczną południową fasadę flankowaną pilastrami zwróconą ku ulicy, z trójkątnym szczytem ujętym wolutami i zwieńczony tympanonem. Honorat Górny zmarł w Lublinie w 1672 roku.